# Ларми, Эмиль
Эмиль Ларми (фин. Emil Larmi; род. 28 сентября 1996, Лахти, Хяме) — финский профессиональный хоккеист, вратарь клуба шведской хоккейной лиги «Векшё Лейкерс» (с 2021 года). Игрок сборной Финляндии по хоккею с шайбой. Чемпион мира 2016 года среди молодёжных команд.

## Клубная карьера
Ларми дебютировал в Лиге в составе «ХПК» в сезоне 2016/2017 годов. 2 июня 2019 года Ларми подписал двухлетний контракт начального уровня с «Питтсбург Пингвинз» из Национальной хоккейной лиги (НХЛ).
20 декабря 2019 года Ларми был переведён в «Уилинг Нейлерс», филиал «Питтсбург Пингвинз», и сыграл 11 матчей до приостановки сезона. Далее был отдан в аренду «ХПК» и сыграл 12 матчей, прежде чем вернуться в «Уилкс-Барре/Скрэнтон Пингвинз» из АХЛ.
Будучи свободным агентом, Ларми вернулся в финскую лигу, подписав 31 мая 2021 года двухлетний контракт с «Лахти Пеликанс». В следующем сезоне 2021/2022 годов Эмиль провёл 32 матча за «Пеликанс», одержав 13 побед и показав процент отражённых бросков 0,918. 16 февраля 2022 года Ларми покинул «Пеликанс» и сразу же присоединился к клубу Шведской хоккейной лиги «Векшё Лейкерс».

## Карьера в сборной
В декабре 2015 года был вызван в молодёжную сборную Финляндии для участия в чемпионате мира, на котором финны стали победителями.
В 2023 году был приглашён в первую национальную сборную Финляндии для участия в чемпионате мира 2023 года.
В 2025 году вновь приглашён в состав первой национальной сборной для участия в чемпионате мира, который состоялся в Швеции и Дании.